# Falsorhipidius lemkaminensis
Falsorhipidius lemkaminensis is een keversoort uit de familie waaierkevers (Rhipiphoridae). De wetenschappelijke naam van de soort is voor het eerst geldig gepubliceerd in 1967 door Petersen.